# Verkh-Tula
Verkh-Tula (en rus: Верх-Тула) és un poble de l'óblast de Novossibirsk, a Rússia, que en el cens del 2010 tenia 6.020 habitants, pertany al districte de Novossibirsk.